# Alter Drujanow

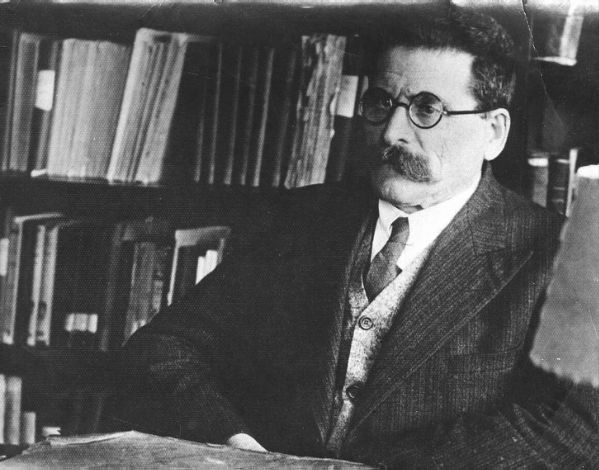
Alter Drujanow (1923)

Alter Drujanow (hebräisch אַלְתֶר דרוּיאָנוֹב Alter Drujanov oder Alter Drujanoff; geboren 6. Juli 1870 im Wilnaer Gouvernement, Russisches Reich; gestorben 10. Mai 1938 in Tel Aviv) war ein hebräischer Schriftsteller und Publizist, Zionist (1899–1905 Sekretär des Odessaer Komitees, 1910–1914 in Odessa Redakteur des offiziellen Organs Haolam), Historiker des Frühzionismus und Volkskundler.
Nach dem Ersten Weltkrieg ging er nach Palästina, wo er u. a. gemeinsam mit Bialik mehrere Bände der hebräischen Sammelschrift für Folklore Reschummot herausgab.
Von Alter Drujanow stammt die erste umfassende Sammlung jüdischer Witze und Anekdoten.

## Werke (Auswahl)
- Ketavim le-toledot Chibbat Zion we-Jischuv Erez Israel, 3 Bde., Bd. I, Odessa 1918, Bd. II und III, Tel Aviv 1925/1932 (ausführliche Dokumentensammlung der Ära Pinsker)
- Sefer ha-Bedicha we-ha-Chidud („Buch der Witze und Pointen“), 1922
- סֵפֶר תֵּל אָבִיב („Sefer Tel Aviv“), וַעֲדַת סֵפֶר תֵּל־אָבִיב (Hrsg.), Tel Aviv: הָעִירִיָּה, 5696Jüd. Kal. (28.9.1935–16.9.1936)

| Personendaten    | Personendaten                                           |
| ---------------- | ------------------------------------------------------- |
| NAME             | Drujanow, Alter                                         |
| ALTERNATIVNAMEN  | Drujanoff, Alter; Drujanov, Alter                       |
| KURZBESCHREIBUNG | hebräischer Schriftsteller, Historiker und Volkskundler |
| GEBURTSDATUM     | 6. Juli 1870                                            |
| GEBURTSORT       | Wilnaer Gouvernement, Russisches Reich                  |
| STERBEDATUM      | 10. Mai 1938                                            |
| STERBEORT        | Tel Aviv                                                |